# Strobilanthes pentstemonoides

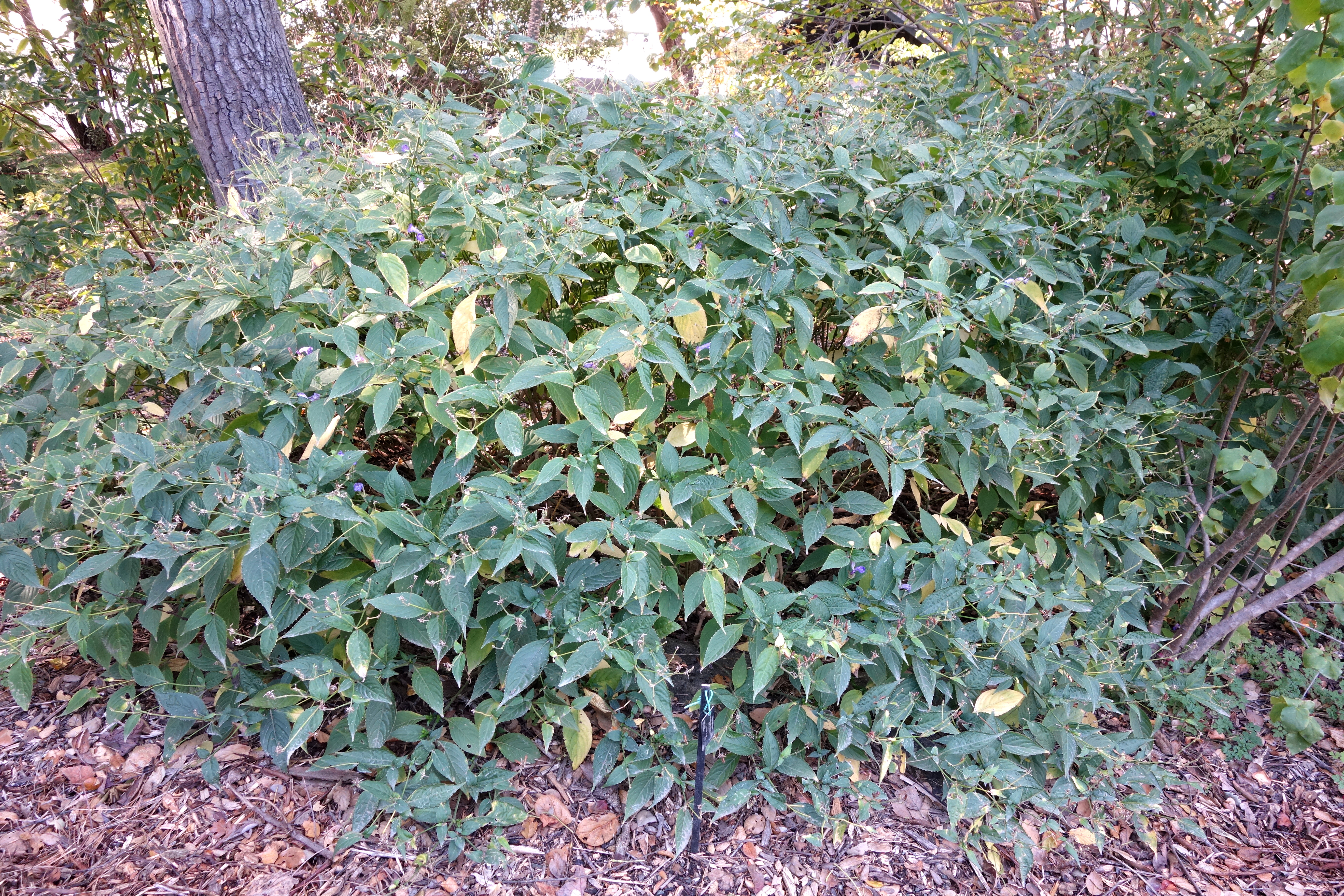

Strobilanthes pentstemonoides är en akantusväxtart som först beskrevs av Christian Gottfried Daniel Nees von Esenbeck och som fick sitt nu gällande namn av Thomas Anderson.
Strobilanthes pentstemonoides ingår i släktet Strobilanthes och familjen akantusväxter. Utöver nominatformen finns också underarten Strobilanthes pentstemonoides dalhousieana.